# Телемако Сіньйоріні
Телемако Сіньйоріні (італ. Telemaco Signorini 18 серпня, 1835, Флоренція — 10 лютого, 1901, Флоренція) — італійський художник, графік, літератор, викладач.

## Життєпис
Телемако народився у Флоренції. Його батько був художником, майстром пейзажів. Логічно, що батько був першим вчителем малювання для сина. У Телемако були літературні здібності, але батько переконав його займатися рисуванням та живописом.
З 1852 року він відвідував Флорентійську художню академію. Але з 1854 року він почав працювати на пленері, де створював пейзажі. Перші твори митця мали літературний характер, він створював малюнки, навіяні книгами Вальтера Скотта та Макіавеллі, котрі подав на виставку у Флоренції.

## Народження концепції мак'яйолі
1855 року Телемако Сіньйоріні почав відвідувати кафе Мікеланджело, де збирались флорентійські художники. Серед відвідуваяв були також Сільвестро Лега, Джованні Фатторі та ін. В кафе збирались молоді художники, що були незадоволені станом сучасного італійського мистецтва з його застарілими поверненнями до класицизму і академізму. Старовинний принцип ітлійських митців «Природа — головний вчитель для художників» був відроджений на новому етапі. Народилось бажання працювати на пленері і звертатись до сюжетів з реальності, а не з літератури чи античної міфології. Трохи пізніше (наприкінці 1860-х рр.) подібні прагнення сприямують діяльність паризьких художників, товариство котрих отримало пізніше назву імпресіоністи. Флорентіські художники, однак, йшли власним шляхом, а їх настанови не були такі радикальні, як у французьких імпресіоністів, бо італійці зберігали значимість сюжетів і не акцентували проблем освітлення чи безсюжетності картин.

## Другій італійська війна за незалежність
Молодий Телемако був захоплений актуальними на той час подіями звільнення краю від колоніальної залежності від Австрійської імперії. Він брав участь 1859 року як волонтер у Другій італійській війні за незалежність. Ймовірно, він встигав робити замальовки ще тоді, а потім створював картини батального характеру вдома, котрі подав на виставки 1860 та 1861 років.

## Повернення у Флоренцію і художні подорожі

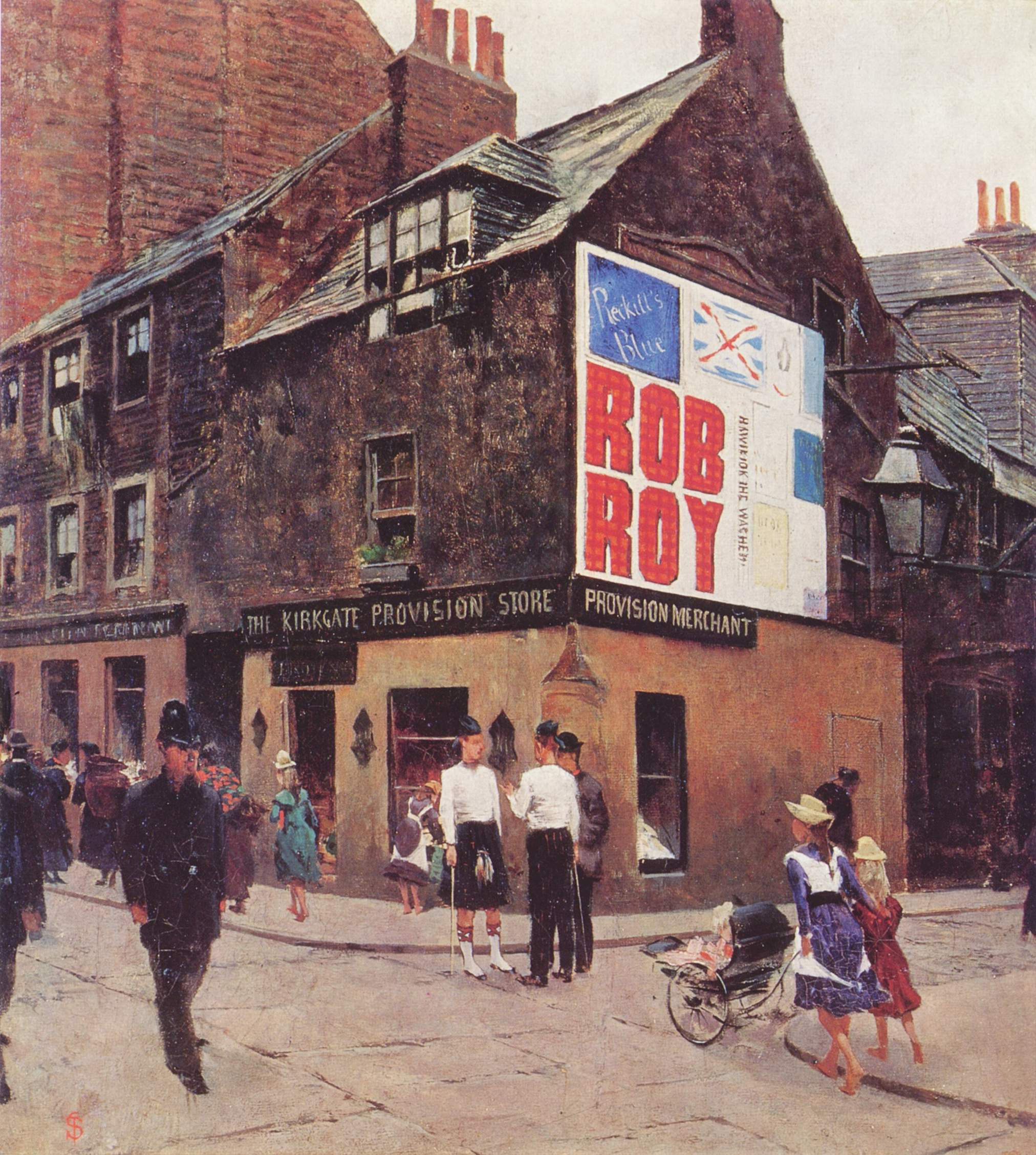
Телемако Сіньйоріні. «Релама віскі Роб Рой. Шотландія»

1861 року він вперше відвідав Париж. Як художника його цікавили художні процеси і картини місцевих митців, а також художня практика художників-італійців, котрі оселились в Парижі і працювали там (Джованні Больдіні, Федеріко Дзандоменегі, Джузеппе де Ніттіс). Але він повернувся до Італії, де братиме участь у діяльності товариства мак'яйолі і як художник, і як теоретик. Про нього писав мистецтвознавець Джуліано Матеуччі, що саме Сіньйоріні був каталізатором художнього процесу, його теоретиком, наполягаючи на відході від академізму та академічного (парадного) портрету до реалістичних інтерпретацій художніх вражень. Телемако і сам виконував власні теоретичні настанови. Так, 1861 року він подав на виставку у місті Турин власну картину з прихованим драматизмом «Єврейське гетто у Венеції». 1870 року за власні твори він отримав приз після виставок у Пармі та Флоренції. Його суворо реалістична картина («Італійські бурлаки») на сучасну тему була показана на вистаці 1874 року у місті Відень, де здобула приз.
Напередодні (1876 року) він відвідав Париж і разом із художником Джузеппе де Ніттісом відбув у Лондон. 1881 року Телемако відвідав Шотландію. Відвідини Шотландії надали йому можливість зіткнутися з процесами капіталістичного тиску на свідомість мешканців, була створена незвична для італійських художників картина «Реклама віскі Роб Рой».

## Викладання
1882 року йому запропонували посаду професора у Флорентійській художній академії. Однак він відхилив цю пропозицію. Він таки стане викладачем, але через 10 років, у Вищому інституті красних мистецтв.

## Вірші й офорти
Телемако Сіньйоріні встигав не тільки працювати як художник. Він писав вірші і займався офортом. Частка віршів була оприлюднена. серед них дев'яносто дев'ять сонетів. Відомо декілька його аналітичних статей. Він також створив ілюстрації до книги італійського критика Дієго Мартеллі (1839—1896).
Ще 1867 року Сіньйоріні разом із Дієго Мартеллі заснував журнал «Il Gazzettino delle Arti del Disegno» («Листок мистецтва малюнку»), де друкував власні статті про мистецтво та ін. Менш цікавим був Телемако в офортах. Зазвичай це спокійні замальовки побутових сцен, вуличок різних міст, іноді штудії композицій, котрі стануть картинами. Лише уважне око побачить тут узагальнення в малюванні, селекцію елементів і деталей, приховану напругу праці в спеку, правду затісних вуличок.

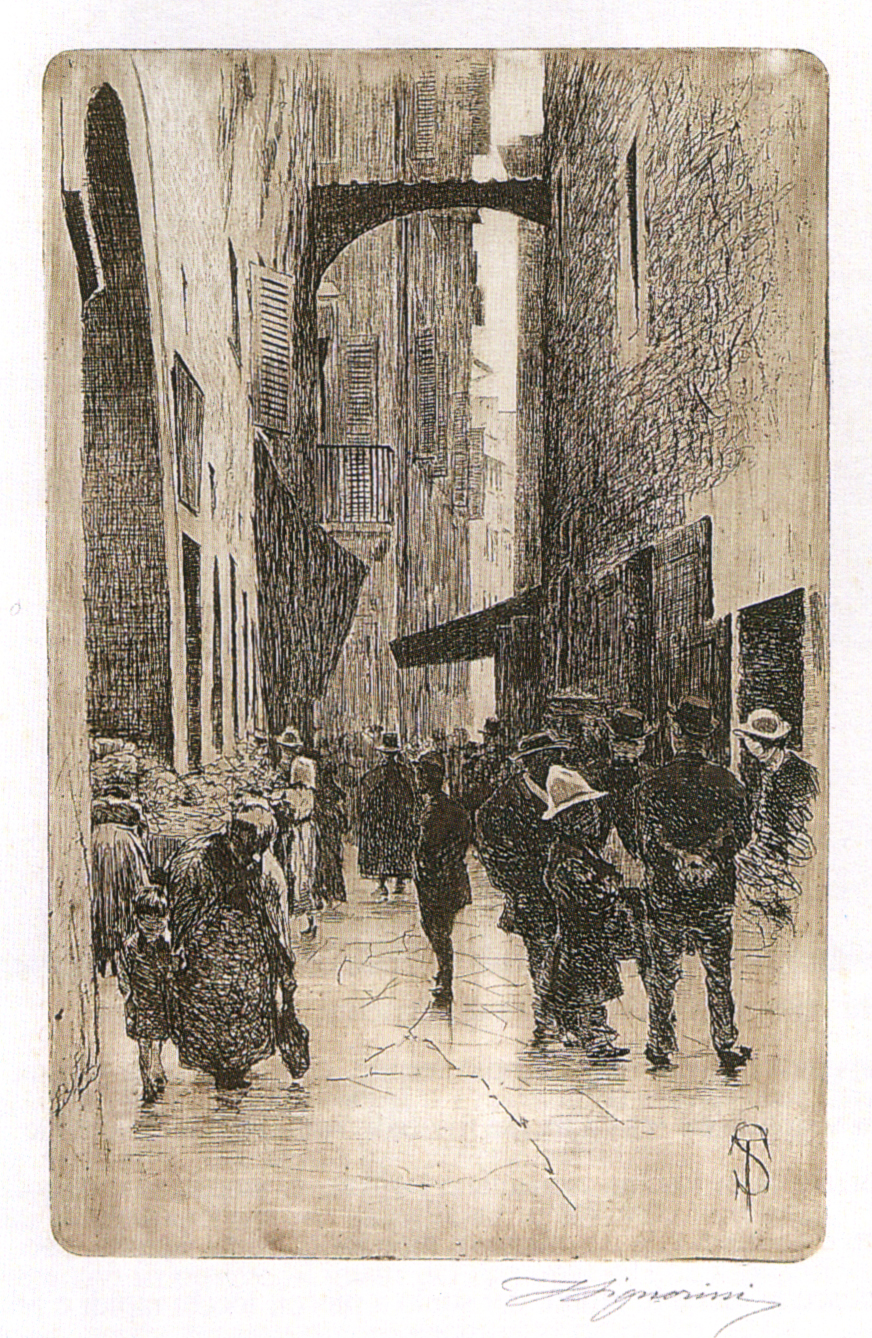
Телемако Сіньйоріні. «Єврейське гетто у Флоренції», офорт 1874 р.
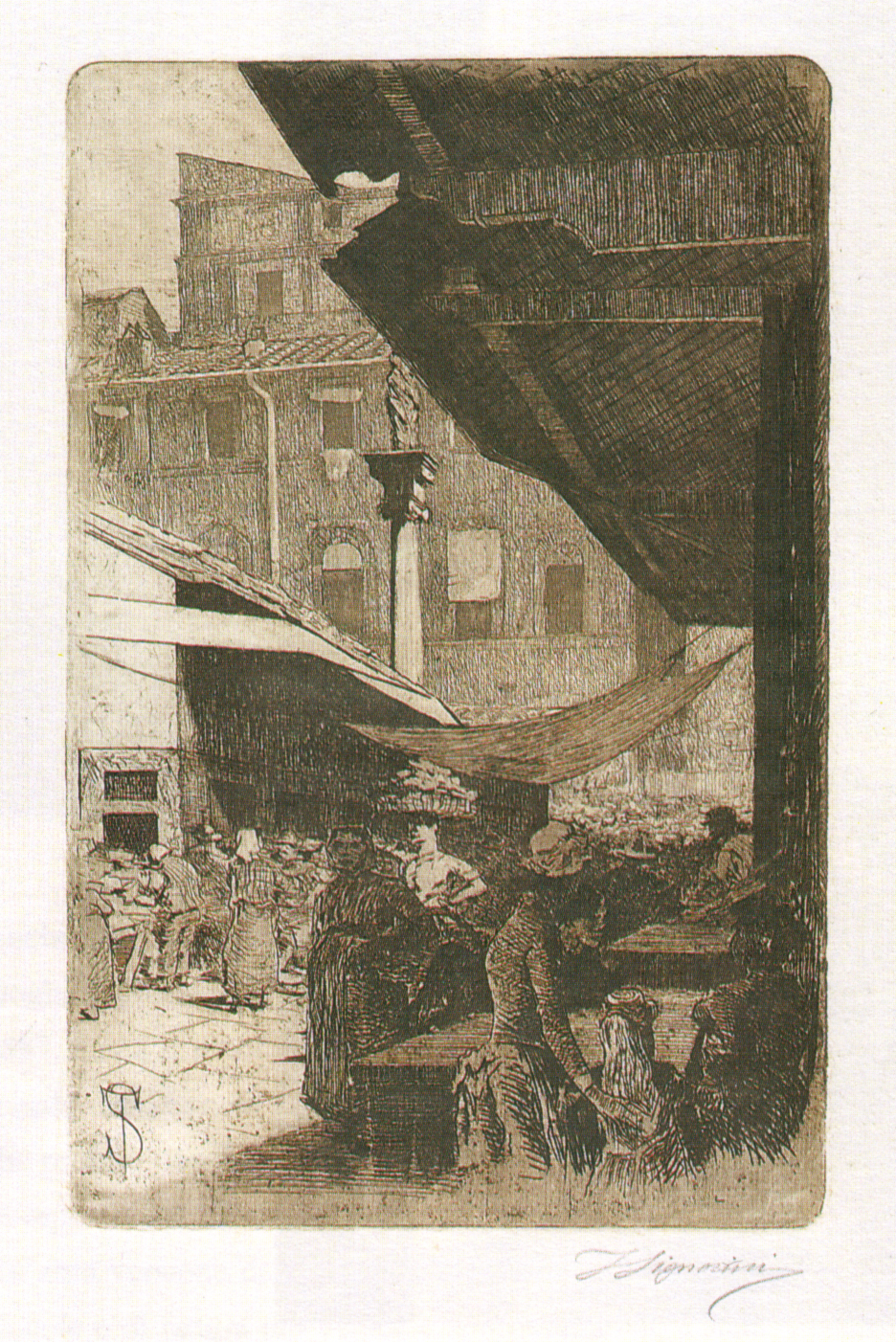
Телемако Сіньйоріні. «Старий ринок Флоренції, колонна делла Довіція », офорт 1874 р.
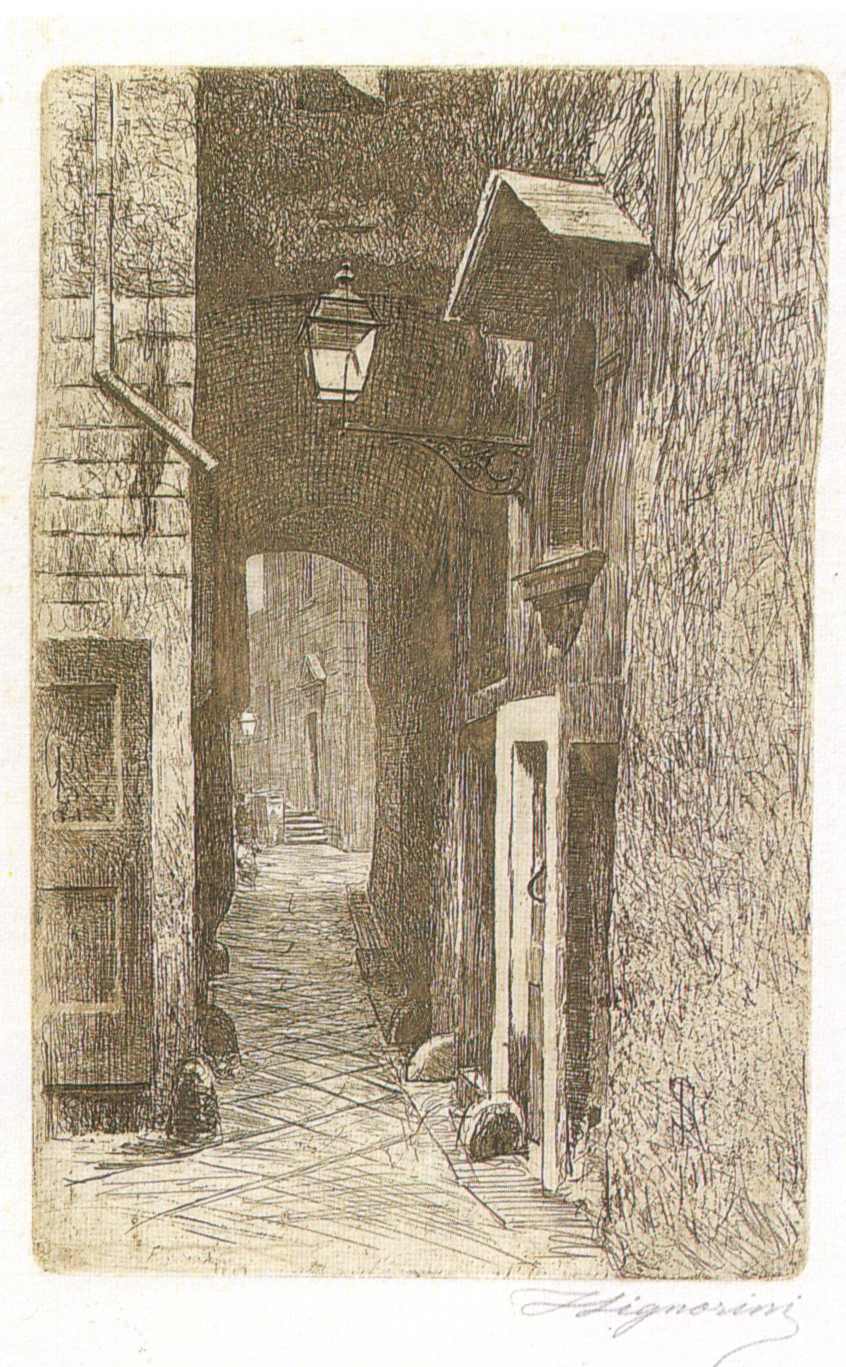
Телемако Сіньйоріні. «Віа де Кавальєрі», офорт 1874 р.
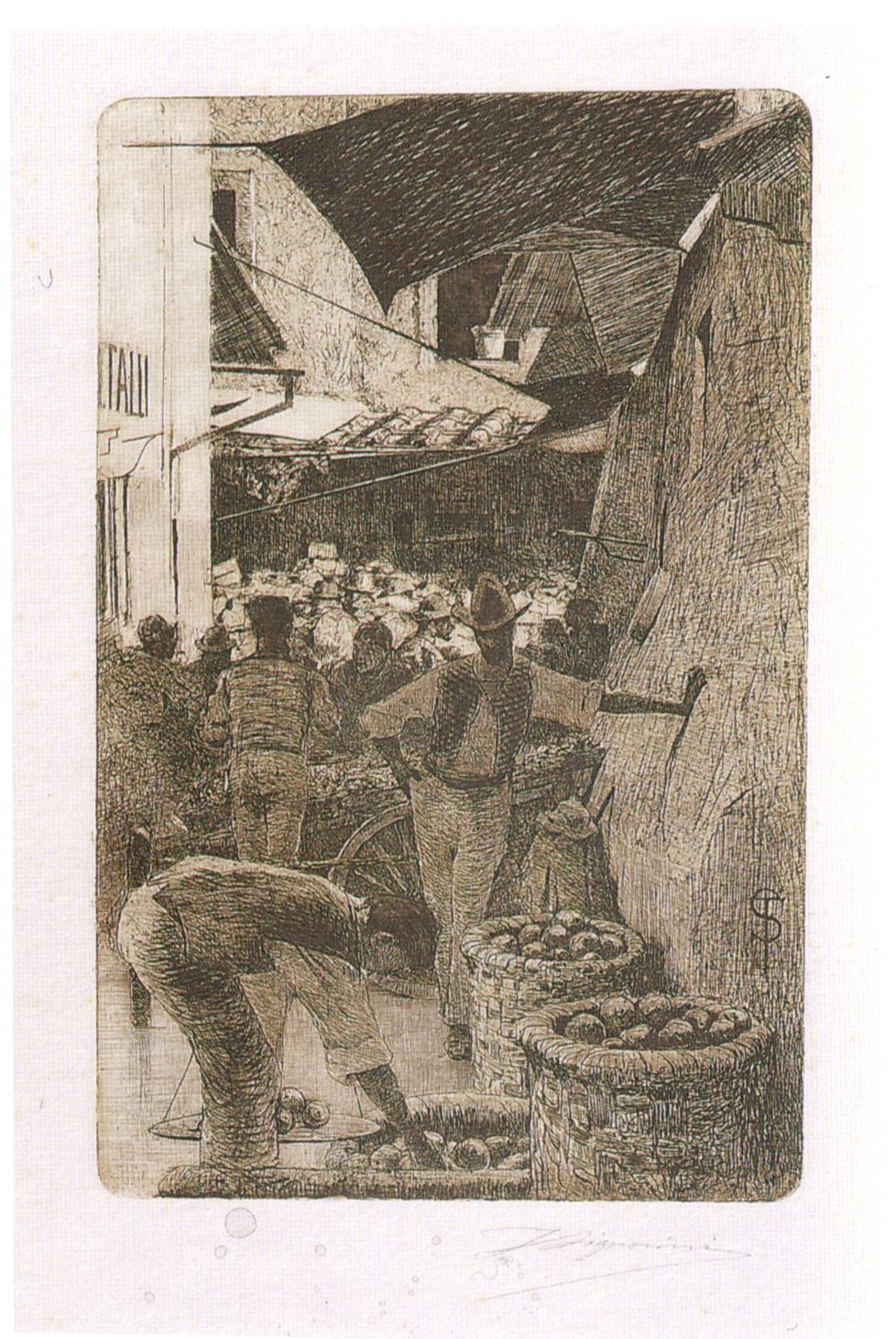
Телемако Сіньйоріні. «Віа де Пелліччіаі. Старий ринок Флоренції», офорт 1874 р.

## Полемічні картини

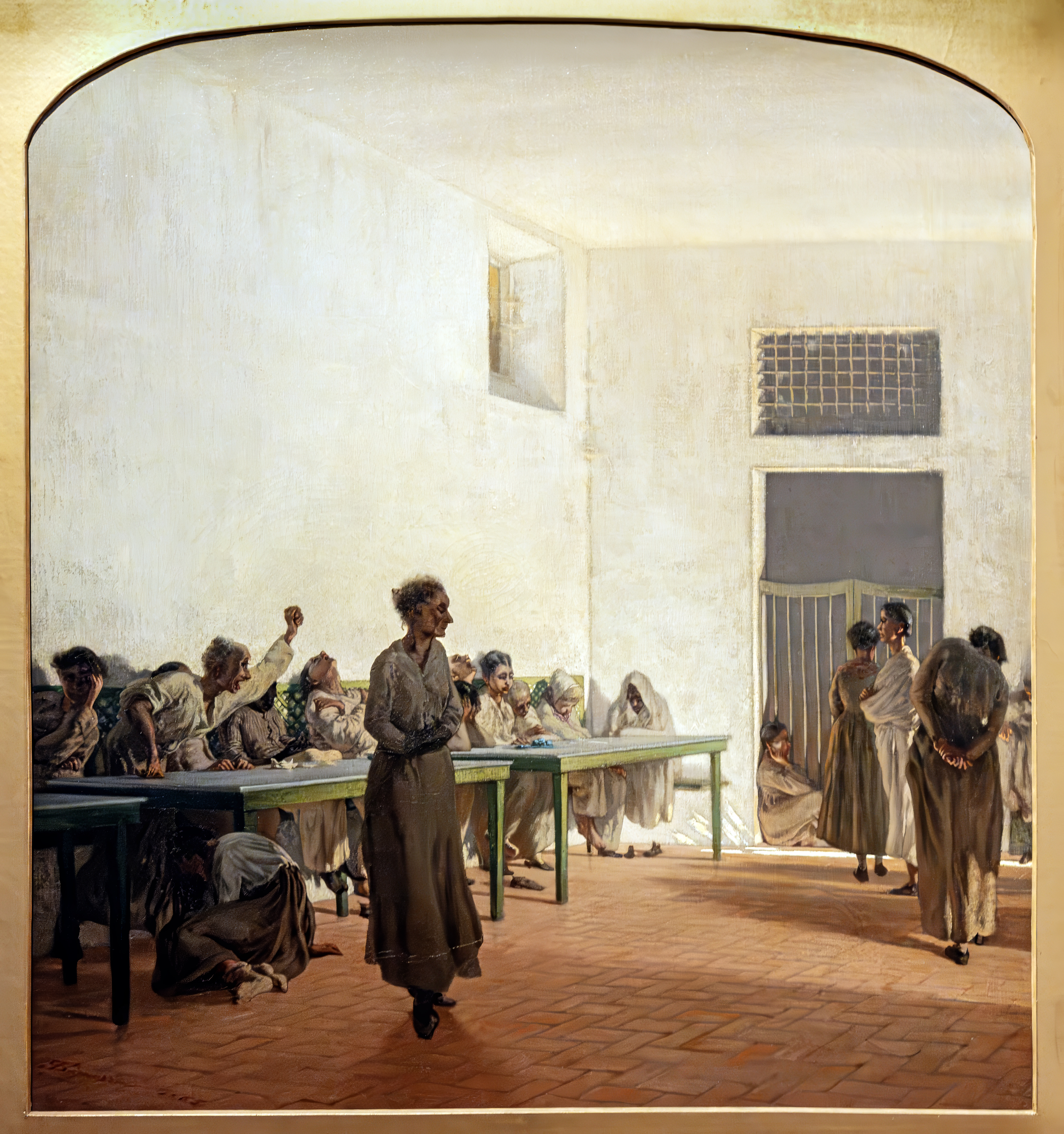
Телемако Сіньйоріні. «Відділок божевільних жінок в лікарні Сан Боніфачо у Флоренції», 66 x 59cм, 1865 р. Галерея сучасного мистецтва Ка'Пезаро, Венеція

Звернення до подій італійської реальності призвело до відкриття неприємних обставин, в котрих оточуючі перебували десятиліттями. Популярність отримала картина Телемако з зображенням італійських бурлаків. Низький технічний рівень в Італії і неприхована бідність приводили людей до необхідності братись за найважчу роботу. П'ятеро відчайдушних тягнуть барку з вантажем порожнім берегом річки. Трагізм ситуації підкреслений добре одягненим і байдужим багатієм, що обрав цю місцину для прогулянки маленької доньки та свого пса.
Розчавленість людей представляла і картина «Огляд в'язнів перед помивкою в тюрмі Портоферрайо», тема, абсолютно неможлива для академічного живопису. Повний щабель трагізму подала і його картина «Відділок божевільних жінок в лікарні Сан Боніфачо у Флоренції». Свого часу картину побачив французький митець Едгар Дега, знайомий з Сіньйоріні. Вона, незважаючи на малі розміри, викликала схвальний відгук Дега своєю сміливістю.

## Вибрані твори

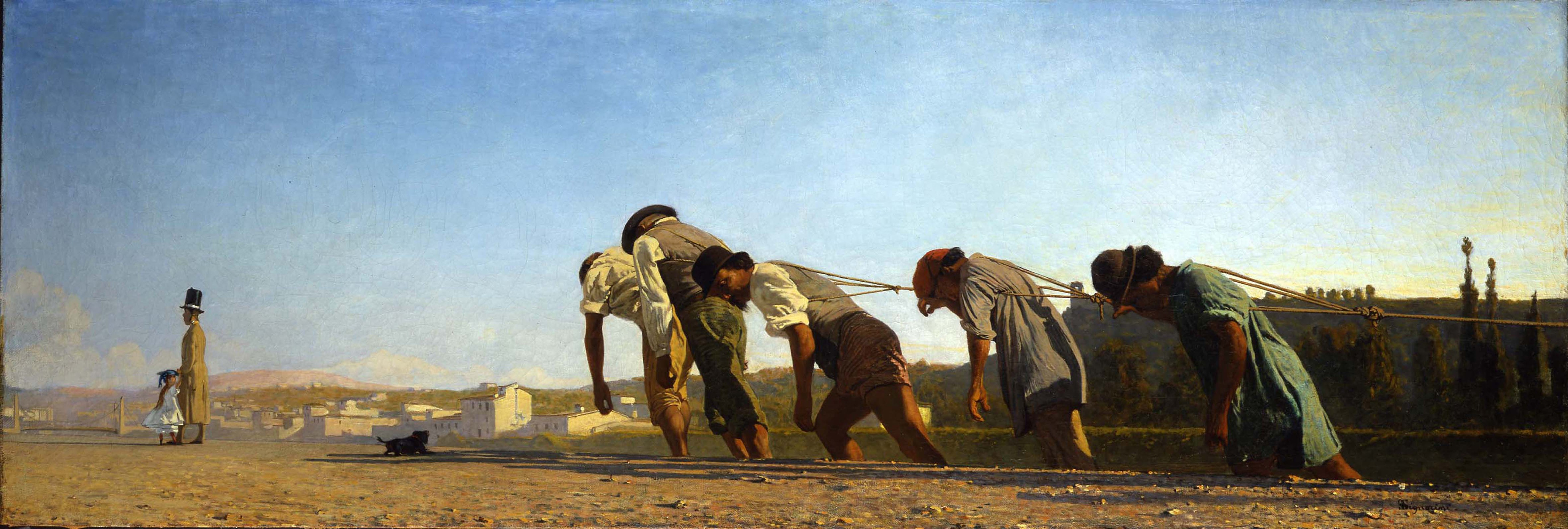
Телемако Сіньйоріні. «Італійські бурлаки», 1864 р.

- «Італійські бурлаки», 1864 р.
- «Відділок божевільних жінок в лікарні Сан Боніфачо у Флоренції», 1865 р.
- «Не можу дочекатися твого листа», 1867 р.
- «Побачення в лісі», 1873 р.
- «Пагорби Сеттіньяно»
- «Вулиця продажу палива», 1881 р.
- «Єврейське гетто у Венеції»
- «Єврейське гетто у Флоренції», 1882 р.
- «Старий ринок у Флоренції», 1883 р.
- «Торгова віа Калімала», 1889 р.
- «Ранковий туалет пані»
- «Огляд в'язнів перед помивкою в тюрмі Портоферайо»
- «Ріомаджоре, пейзаж», бл. 1895 р.

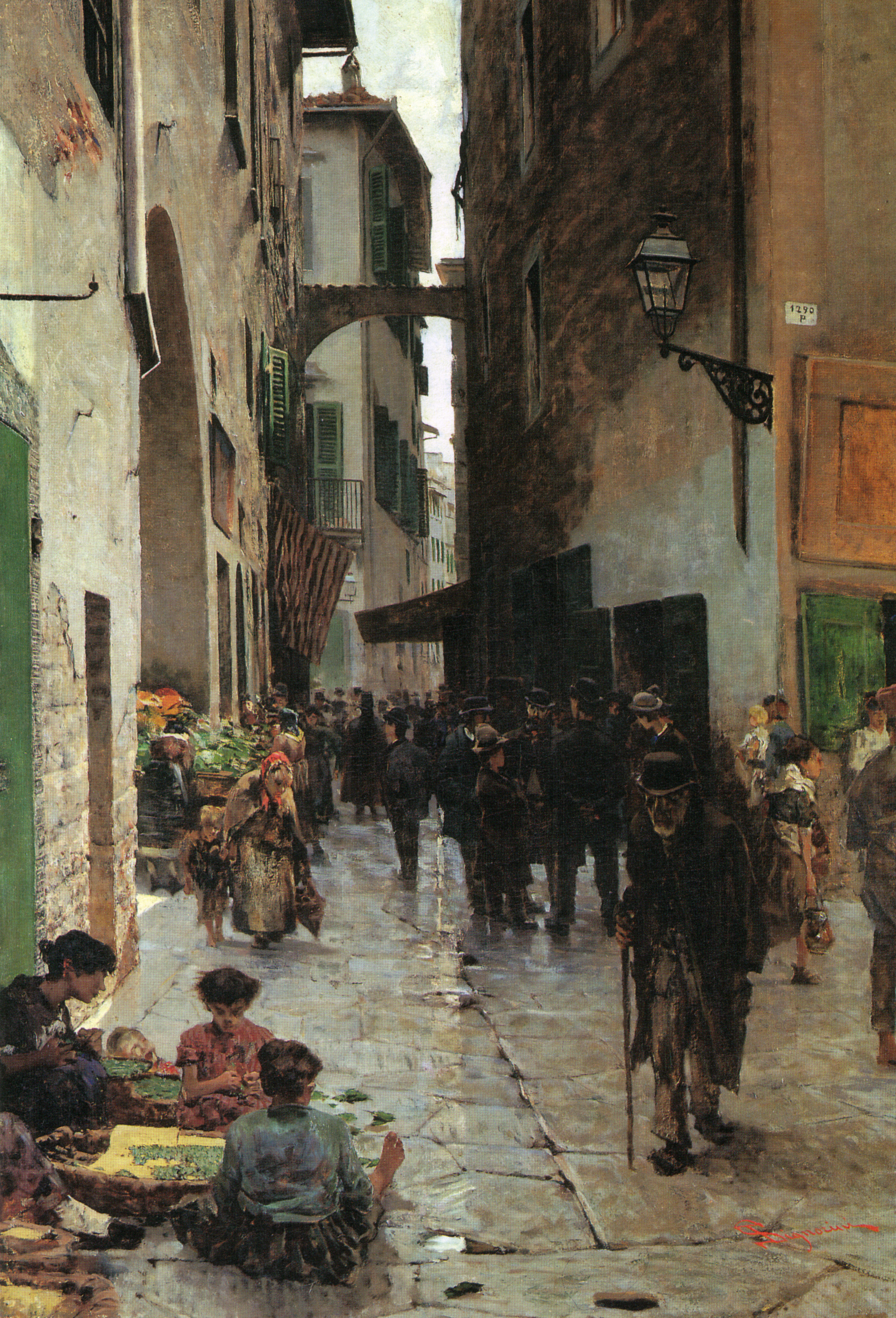
Телемако Сіньйоріні. «Єврейське гетто у Флоренції», 1882 р.
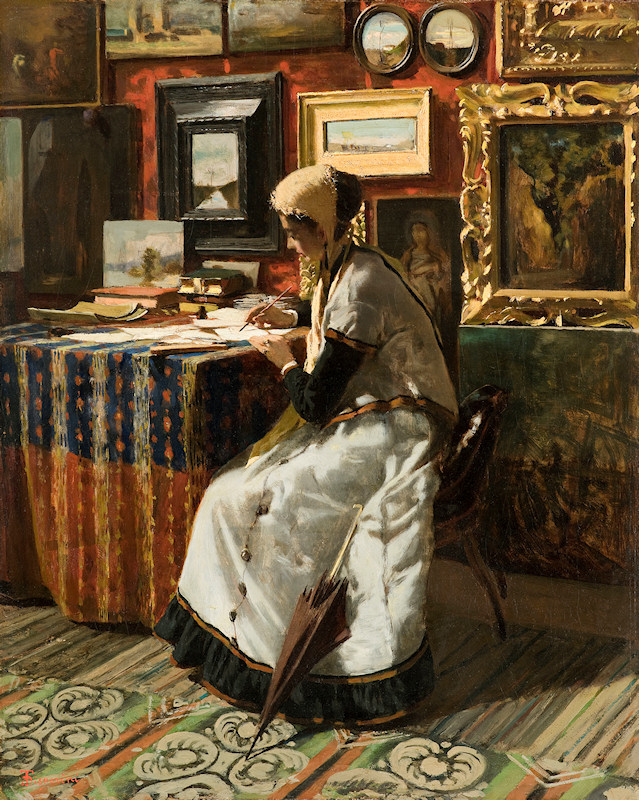
Телемако Сіньйоріні. «Не можу дочекатися твого листа», 1867 р.
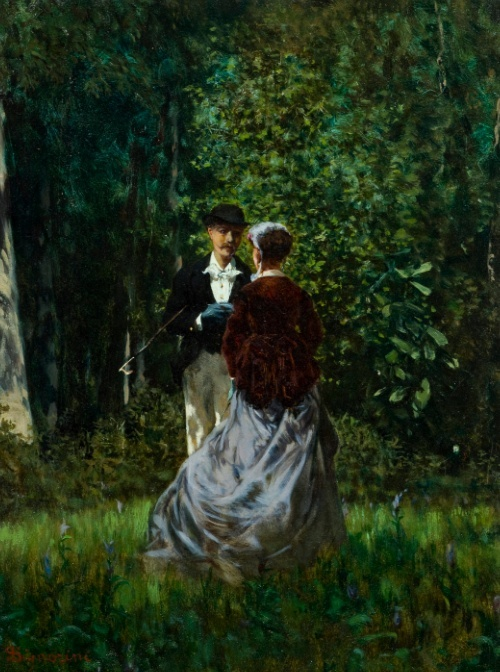
Телемако Сіньйоріні. «Побачення в лісі», 1873 р.
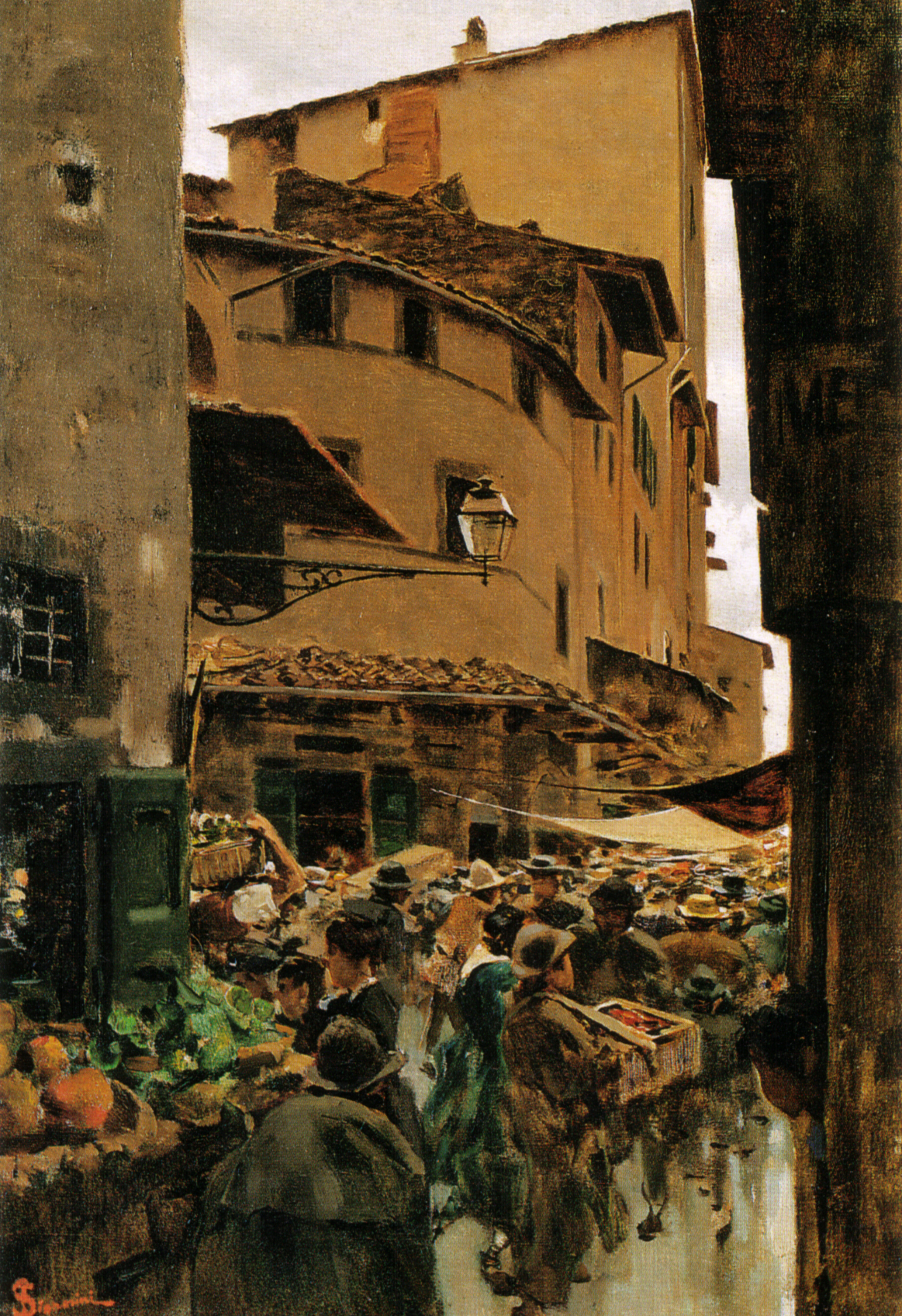
Телемако Сіньйоріні. «Торгова віа Калімала», 1889 р.
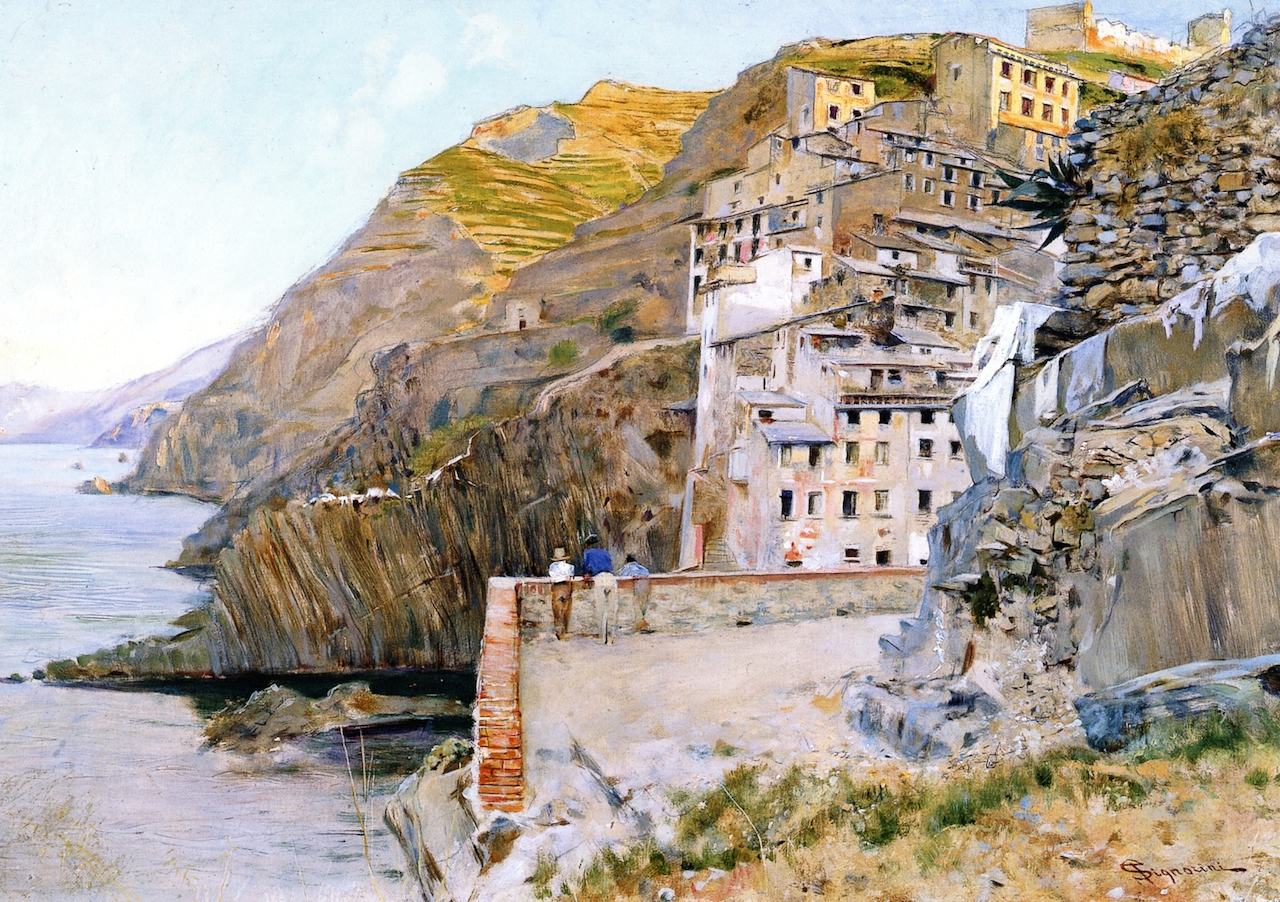
Телемако Сіньйоріні. «Ріомаджоре, пейзаж», бл. 1895 р.

### Пейзажі роботи

Телемако Сіньйоріні. «Дуб», кольоровий офорт, до 1866 р.
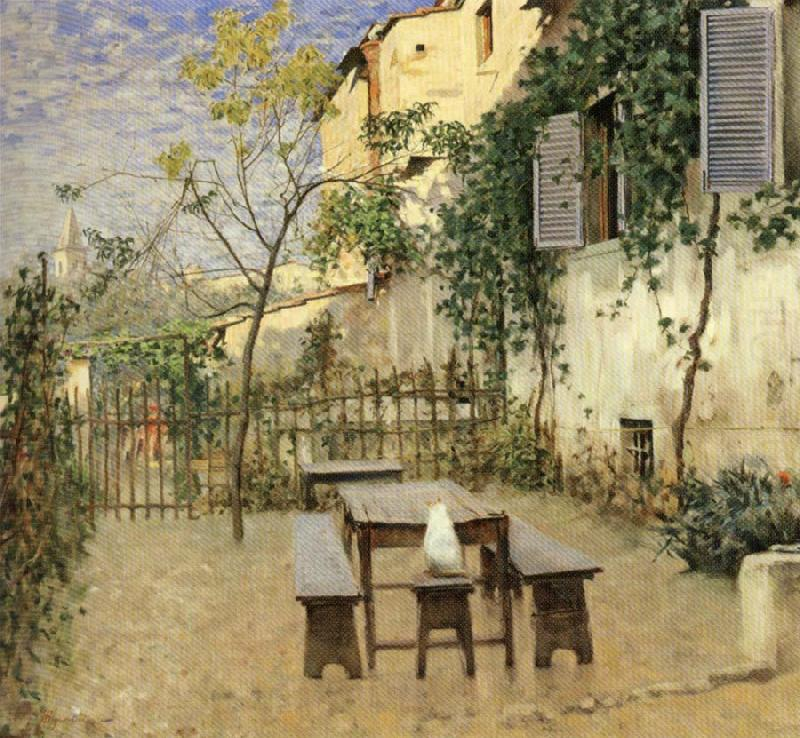
Телемако Сіньйоріні. «Вересневий ранок», 1891 р.
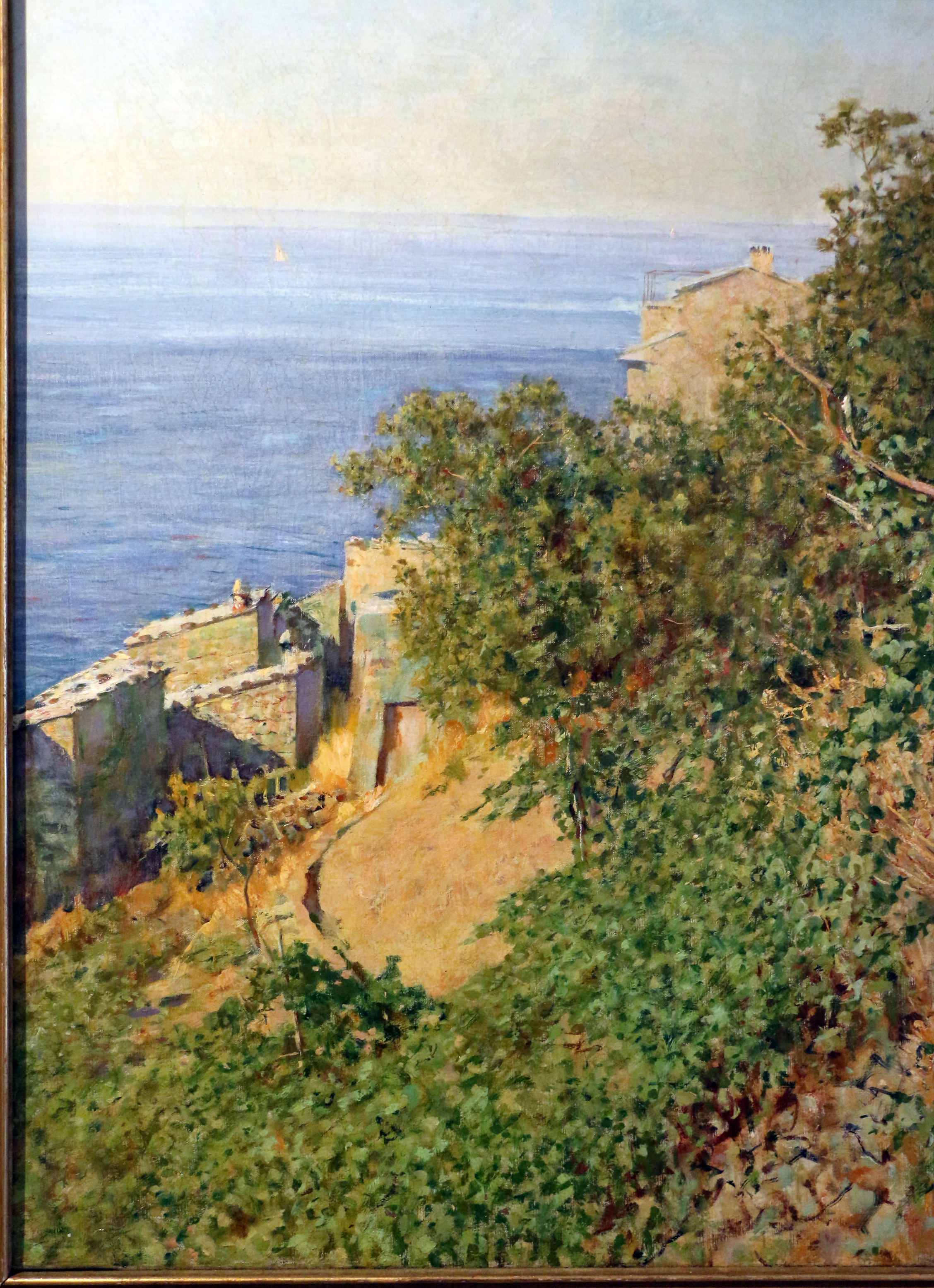
Телемако Сіньйоріні. «Прибережна рослинність в Ріомаджоре», 1894 р.
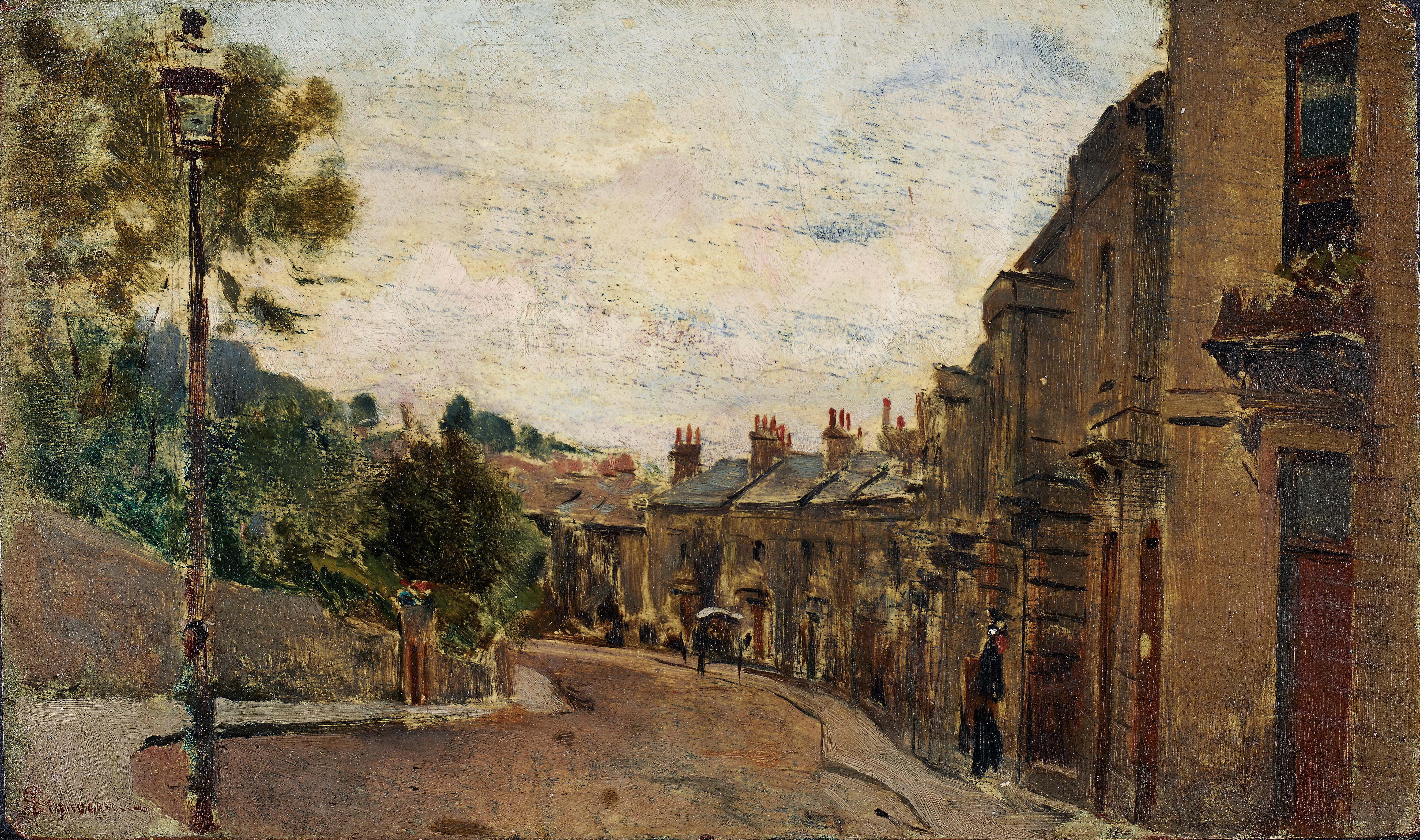
Телемако Сіньйоріні. «Курорт Бат, Англія. Берклі Плейс», кінець 19 ст.